# 제주지방법원

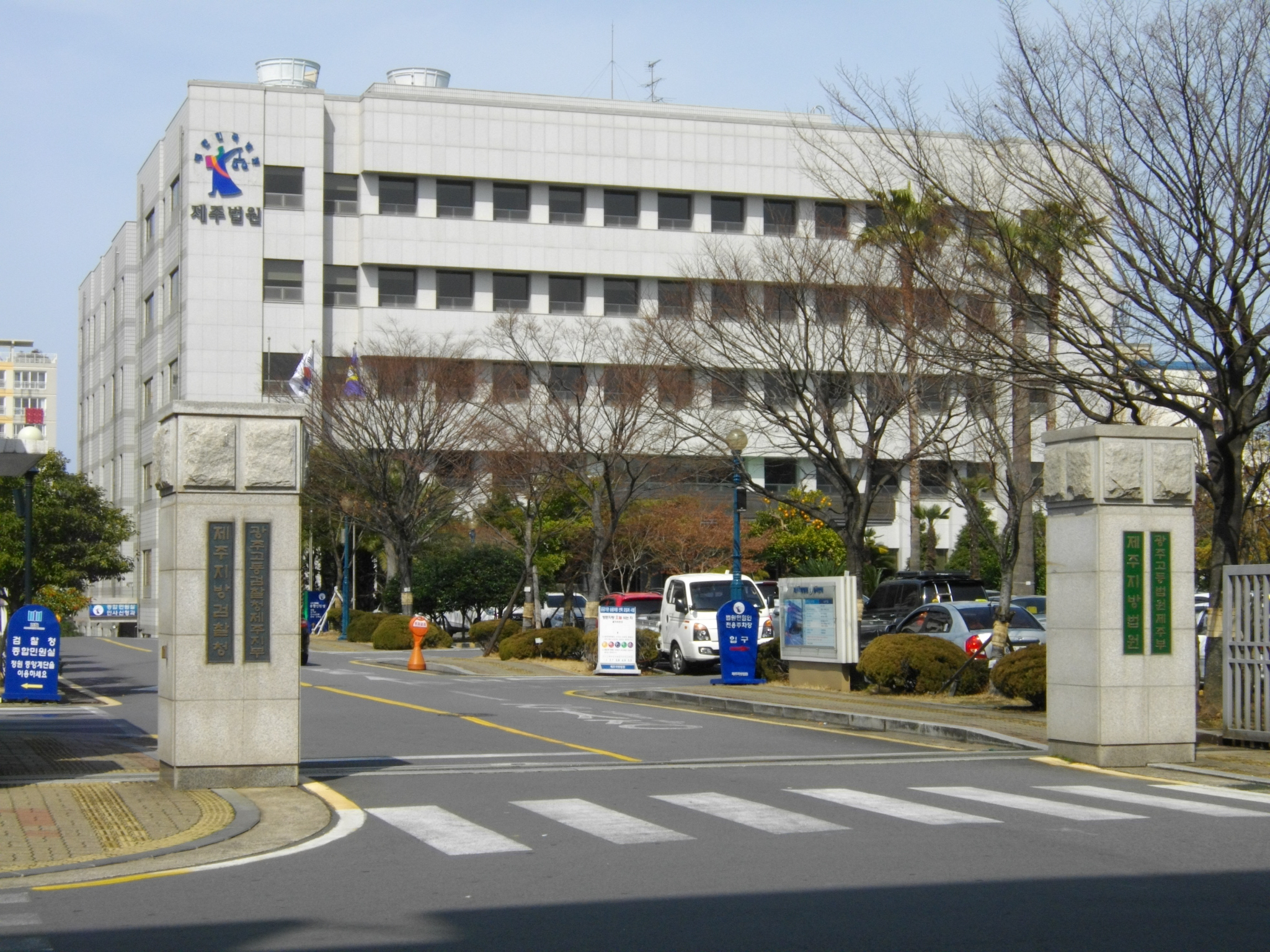
제주지방법원 청사

제주지방법원(濟州地方法院)은 제주특별자치도 전 지역을 관할하는 대한민국의 지방법원이다.

## 연혁
- 1908년 8월 1일 법무령 11호 제주구재판소 설치
- 1909년 11월 1일 통감부령 28호 제주구재판소 설치
- 1910년 10월 1일 총독부령 9호 제주구재판소 설치
- 1912년 4월 1일 제령 4호, 총독부령 26호 광주지방법원 제주지청 설치
- 1945년 10월 11일 군정청 사법부 명령에 의하여 제주지방법원 설치
- 1947년 1월 1일 군정청 사법부 명령에 의하여 제주지방심리원 설치
- 1948년 6월 1일 남조선과도정부 법령 192호 제주지방법원 설치
- 1949년 9월 26일 법원조직법에 의해 제주지방법원 설치
- 1995년 3월 1일 제주지방법원 내에 광주고등법원 제주부 설치
- 1995년 9월 1일 서귀포시법원 개원

## 법원장
| 순번     | 이름   | 재임 기간                           |
| -------- | ------ | ----------------------------------- |
| 1대      | 최원순 | 1945년 10월 15일 ~ 1950년 2월 3일   |
| 2대      | 김재천 | 1950년 2월 4일 ~ 1952년 4월 20일    |
| 3대      | 김세완 | 1952년 4월 21일 ~ 1953년 9월 25일   |
| 4대      | 김헌섭 | 1953년 9월 26일 ~ 1956년 6월 19일   |
| 5대      | 김영호 | 1956년 7월 24일 ~ 1961년 8월 25일   |
| 6대      | 김영길 | 1961년 8월 26일 ~ 1963년 11월 12일  |
| 7대      | 김영국 | 1963년 11월 13일 ~ 1966년 11월 20일 |
| 8대      | 이종표 | 1968년 6월 1일 ~1969년 9월 1일      |
| 9대      | 김영국 | 1969년 9월 2일 ~ 1969년 11월 2일    |
| 10대     | 송인직 | 1969년 11월 20일 ~ 1972년 11월 1일  |
| 11대     | 김균남 | 1973년 4월 1일 ~ 1973년 10월 25일   |
| 12대     | 최만행 | 1974년 2월 1일 ~ 1975년 2월 10일    |
| 13대     | 문영극 | 1975년 2월 11일 ~ 1975년 9월 30일   |
| 14대     | 최봉길 | 1975년 10월 1일 ~ 1977년 1월 3일    |
| 15대     | 김완석 | 1977년 1월 4일 ~ 1978년 7월 22일    |
| 16대     | 최재형 | 1978년 9월 18일 ~ 1979년 8월 12일   |
| 17대     | 한정진 | 1979년 8월 13일 ~ 1980년 5월 31일   |
| 18대     | 박돈식 | 1980년 6월 1일 ~ 1980년 8월 20일    |
| 19대     | 홍순표 | 1980년 8월 20일 ~ 1981년 4월 21일   |
| 20대     | 황선당 | 1981년 4월 21일 ~ 1982년 3월 19일   |
| 21대     | 김윤경 | 1982년 3월 19일 ~ 1982년 9월 1일    |
| 22대     | 김석주 | 1982년 9월 1일 ~1983년 9월 1일      |
| 23대     | 윤영오 | 1983년 9월 1일 ~ 1984년 7월 25일    |
| 24대     | 허정훈 | 1984년 7월 25일 ~ 1985년 3월 14일   |
| 25대     | 황도연 | 1985년 3월 14일 ~ 1986년 4월 17일   |
| 26대     | 김재철 | 1986년 4월 17일 ~ 1987년 8월 31일   |
| 27대     | 윤상목 | 1987년 9월 1일 ~ 1988년 7월 19일    |
| 28대     | 안용득 | 1988년 7월 20일 ~ 1991년 1월 31일   |
| 29대     | 김성일 | 1991년 2월 1일 ~ 1991년 9월 15일    |
| 30대     | 정상학 | 1991년 9월 16일 ~ 1992년 8월 11일   |
| 31대     | 김형선 | 1992년 8월 12일 ~ 1993년 4월 25일   |
| 32대     | 신성택 | 1993년 4월 26일 ~ 1993년 10월 14일  |
| 33대     | 이철환 | 1993년 10월 15일 ~ 1994년 7월 20일  |
| 34대     | 김종배 | 1994년 7월 21일 ~ 1995년 2월 20일   |
| 35대     | 김선석 | 1995년 2월 21일 ~ 1996년 2월 25일   |
| 36대     | 변재승 | 1996년 2월 26일 ~ 1997년 2월 20일   |
| 37대     | 임대화 | 1997년 2월 21일 ~ 1998년 2월 22일   |
| 38대     | 강봉수 | 1998년 2월 23일 ~ 1999년 4월 27일   |
| 39대     | 김적승 | 1999년 4월 28일 ~ 1999년 10월 10일  |
| 40대     | 이규홍 | 1999년 10월 11일 ~2000년 7월 10일   |
| 41대     | 김동건 | 2000년 7월 21일 ~ 2000년 9월 6일    |
| 42대     | 김상기 | 2000년 9월 7일 ~ 2002년 2월 7일     |
| 43대     | 조용무 | 2002년 2월 8일 ~ 2003년 2월 11일    |
| 44대     | 이흥복 | 2003년 2월 12일 ~ 2004년 2월 10일   |
| 45대     | 이홍훈 | 2004년 2월 11일 ~ 2005년 2월 13일   |
| 46대     | 박일환 | 2005년 2월 14일 ~ 2005년 11월 3일   |
| 47대     | 이호원 | 2005년 11월 4일 ~ 2006년 8월 23일   |
| 48대     | 정갑주 | 2006년 8월 24일 ~ 2008년 2월 12일   |
| 49대     | 이상훈 | 2008년 2월 13일 ~ 2009년 2월 8일    |
| 50대     | 김종백 | 2009년 2월 9일 ~ 2010년 2월 10일    |
| 51대     | 박흥대 | 2010년 2월 11일 ~ 2011년 2월 16일   |
| 52대     | 방극성 | 2011년 2월 17일 ~ 2012년 2월 15일   |
| 53대     | 이대경 | 2012년 2월 16일~ 2013년 2월 13일    |
| 54대     | 성백현 | 2013년 2월 14일 ~ 2014년 2월 12일   |
| 55대     | 김창보 | 2014년 2월 13일~ 2016년 2월 10일    |
| 56대     | 이승영 | 2016년 2월 11일 ~ 2017년 2월 8일    |
| 57대     | 최인석 | 2017년 2월 9일 ~ 2018년 2월 12일    |
| 58대     | 이동원 | 2018년 2월 13일                     |
| 59대     | 이창한 | 2019년 2월 ~ 2021년 2월 8일         |
| 60대     | 오석준 | 2021년 2월 9일 ~ 2022년 11월 24일   |
| 직무대리 | 김정숙 | 2022년 11월 25일 ~ 2023년 2월 19일  |
| 61대     | 김수일 | 2023년 2월 20일 ~ 2025년 2월 19일   |
| 62대     | 이흥권 | 2025년 2월 20일 ~                   |

## 조직
- 광주고등법원 제주부
- 광주고등법원 각과 분실
- 재판부
  - 제1심: 재정합의부(1), 민사합의부(1), 신청합의부(1), 파산부(1), 민사단독(13), 가사합의부(1), 가사던독(7), 형사합의부(1), 형사단독(7), 소년부(1), 가정보호(1), 아동보호(1), 특별형사부(1), 선거사건전담부(1), 행정부(!), 행정단독(1)
  - 항소심: 민사항소부(1), 가사항소부(1), 형사항소부(1)
- 사무국
  - 사법보좌관
  - 총무과
  - 종합민원실
  - 민사과
  - 민사신청과
  - 형사과
  - 등기과
  - 법원보안관리대

## 관할 구역
- 제주특별자치도 전 지역인 제주시와 서귀포시

## 시군법원

### 서귀포시법원
- 소액심판 사건
- 화해·독촉 및 조정에 관한 사건
- 즉결심판 사건
- 협의이혼 사건
- 가압류 사건(피보전채권액이 3,000만원 이하인 경우만 해당)
- 가압류이의, 가압류취소 사건
- 기타 시·군법원의 재판에 부수되는 신청사건
- 공탁사건
  - 변제공탁: 시·군법원에서 종결된 확정판결 (화해,조정,독촉 포함)에 의한 변제공탁
  - 재판상 보증공탁: 시·군법원 신청사건의 재판상 보증공탁

## 관할 등기소
- 서귀포등기소

## 소재지

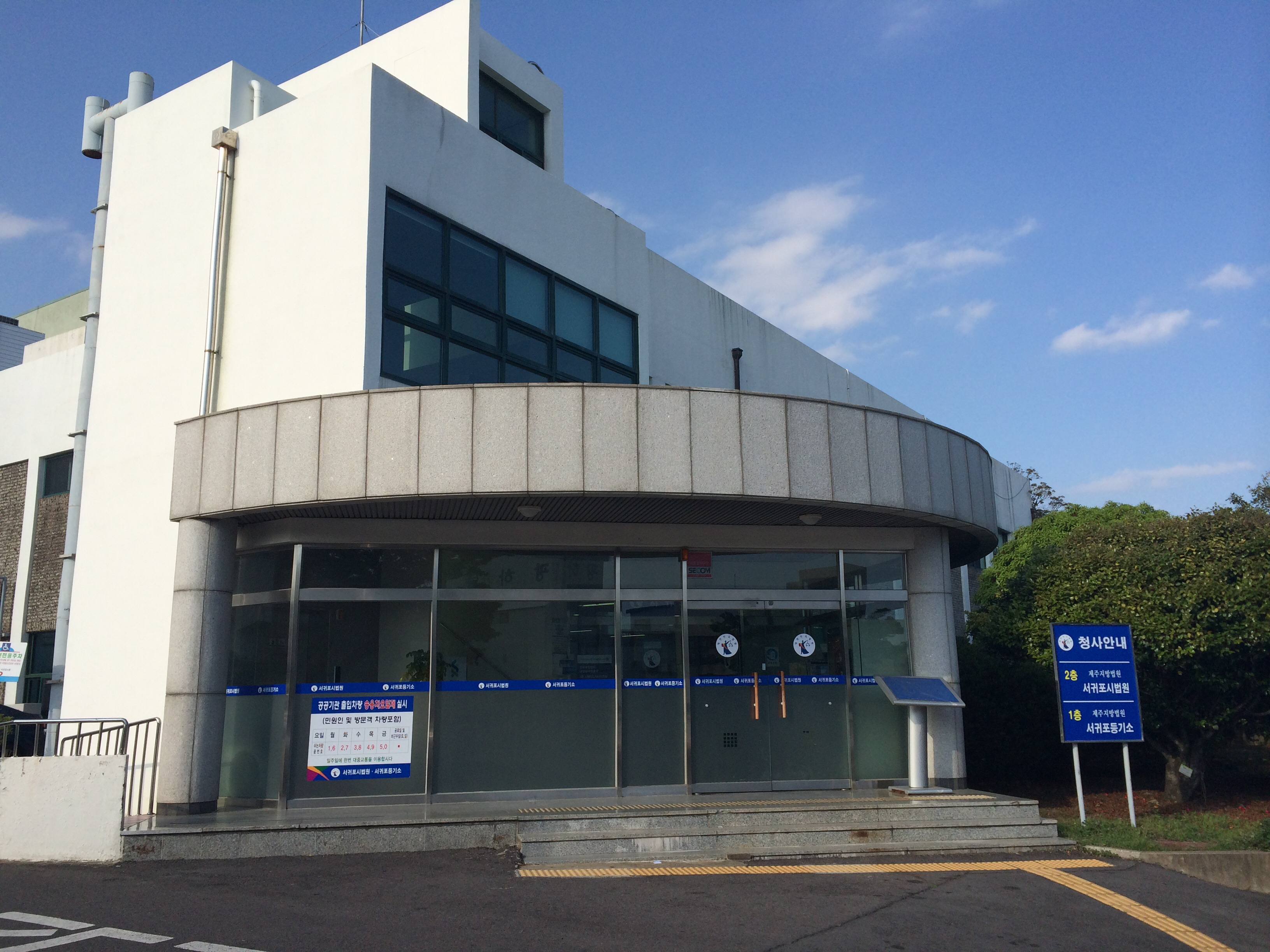
서귀포시법원

- 제주지방법원(본원): 제주특별자치도 제주시 남광북5길 3
  - 서귀포시법원: 제주특별자치도 서귀포시 동일주도로 699